# Veleposlaništvo Republike Slovenije v Izraelu
Veleposlaništvo Republike Slovenije v Izraelu (uradni naziv Veleposlaništvo Republike Slovenije Tel Aviv, Izrael) je diplomatsko-konzularno predstavništvo (veleposlaništvo) Republike Slovenije s sedežem v Tel Avivu, Izrael.
Trenutna veleposlanica je Andreja Purkart Martinez, mandat ji poteče 31. julija 2024.

## Veleposlaniki
- Bogdan Batič (31. julij 2024–)
- Andreja Purkart Martinez (2019–31. julij 2024)
- Barbara Sušnik (2015–2019)
- Alenka Suhadolnik (2012–2015)
- Boris Sovič (2007–2011)
- Iztok Jarc (2004–2007)
- Peter Toš (1999–2004)
- Darja Bavdaž Kuret (1995–1999)